# هفت‌لنگ

هفت‌لَنگ یکی از دو شاخه ایل بختیاری است که پیشینه شکل‌گیری آنها به قرن شانزدهم و نظام مالیات‌دهی بازمی‌گردد. پراکندگی محل سکونت این دو شاخهٔ ایل بختیاری باعث ایجاد تفاوت‌هایی شده است اما هر دو شاخه به گویش بختیاری سخن می‌گویند.

## تقسیمات ایلی
شاخه هفت لنگ از چهار باب تشکیل شده است:
1. بابادی باب
2. دورکی
3. بختیاروند
4. دینارانی

## بابادی باب
بابادی باب یکی از باب‌های ایل بختیاری از شاخه هفت‌لَنگ است. این باب متشکل از ۱۳ طایفه است. بابادی باب به همراه دورکی و دینارونی و بهداروند، ۴ شاخهٔ هفت‌لنگ بختیاری را تشکیل می‌دهد.

### طوایف
1. عالی‌انور
2. شهنی
3. گله
4. نصیر
5. پبدنی
6. احمد محمدی
7. میرکاد
8. احمد سمالی
9. جلیل
10. اولاد
11. آرپناهی
12. مدملیل
13. عکاشه
14. راکی
15. ململی[۵]

### مسکن
سردسیر باب بابادی در چَم دَر، قلعه تَک، شیخ علیخان، دشت زرین، خسرو آب، چِلگرد و… است؛ و گرمسیر آن‌ها در آرپناه، چلوار، حتی، هارکله، آبژدان، بدر آباد، پلی و… است.

### پیشینه
گفته می‌شود بابادی‌ها از زمان قدیم مردمانی خشن و قانون‌شکن بودند و بعلت همین طغیان و گردنکشی حکومت وقت آنها را از چندین منطقه اخراج کرد، تا سرانجام در ارتفاعات زردکوه مأوا گزیدند.

## بابادی
1. نصیر (احمدی، قاضی، محمدجعفری، شیرازی)
2. شهنی (ارزانی‌وند، باروند، بلیل، بهادروند، تاج‌الدین‌وند، چرم، خواجه، شاهسوند، شیخ، شیخ‌وند، قنبروند، کاشانی)
3. راکی (اولاد طهماسب خان، ارزانی‌وند، فردی‌وند، کلاوند، قاسم‌وند، ذوالفقاروند، اولاد کرم، جاوند، موزایی)
4. گمار (کپیری، هزارمیشی، توده‌ای، اداپا)
5. ململی (اولاد، باچی، سله‌چین، سلحشور، لیموچی، کوراوند، صالح‌وند، حلوایی، نظروند، سلیمان‌وند)
6. مدملیل (جانعلی‌وند، شامصیروند، خدادادوند، مقام‌رهی، آلکووند)
7. عکاشه (خدر، مویی، کلا، مراد، عالونی، شهرویی، کربلایی حسن، کوشکی، دینارعالی، جاوی، میرزاوند، کاشهویی، کید، ونکی، میلاسی، سادات)
8. گله (اولاد، جمالوند، دیله، بور، قنبری، خواجه، باقروند)
9. آرپناهی (داودکولی، خدادادی، کسدی، رکدی، بیر، پیرتازی)
10. میرقائد (میرکاد) (خوشنامی، سراج‌الدین، دوستعلی، شیخ‌باباروزبهان، رکان و دهدار)
11. پبدنی (عبدالله‌جون، سه‌قومه)
12. بابادی عالی‌انور (تقی عبداللهی، احمدمحمودی، احمدسمالی، آرپناهی، میرقائد حاجیور، لک، اولاد، جلیل)[۷]

## دورکی باب
1. مشایخ
2. آسترکی
3. زراسوند
4. موری
5. چهاربری
6. گندلی
7. بابااحمدی
8. عرب کمری
9. اسیوند[۸]

## دینارانی
1. اورک
2. شالو
3. بویری
4. گورویی
5. عالی محمودی
6. نوروزی
7. سهید
8. سرقلی
9. شیخ البرز
10. کورکور[۹]

## بختیاروند
1. بهداروند
2. زیلایی
3. علاءالدین‌وند
4. منجزی
5. آل‌جمالی
6. مقام رهی
7. اسنکی
8. مشهوند
9. دهناشی
10. عرب کمری
11. سُهرو
12. کیارسی
13. جانکی سردسیر[۱۰][۱۱][۱۲][۱۳][۱۴][۱۵]